# Tashaun Gipson
(en) Statistiques sur pro-football-reference
Tashaun Gipson, né le 7 août 1990 à San Bernardino, est un joueur américain professionnel de football américain. Il évolue au poste de safety pour cinq différentes franchises dans la NFL.

## Biographie

### Carrière universitaire
Étudiant à l'université du Wyoming, il joue avec Cowboys de 2008 à 2011.

### Carrière professionnelle

#### Bears de Chicago
Le 1er mai 2020, il signe un contrat d'un an avec les Bears de Chicago.
Il fait ses débuts avec les Bears dans la Semaine 1 contre les Lions de Détroit. Il fit 7 tacles dans le match et les Bears ont remporté le match 27-23.
Le 20 avril 2021, il est re-signé avec, une fois de plus, un contrat d'un an.